# 浙江省人民政府
浙江省人民政府，是中华人民共和国浙江省的省级国家行政机关。

## 沿革
1949年7月，浙江省人民政府成立。1955年，根据五四宪法，成立浙江省人民委员会，期间选举的沙文汉、周建人2位省长均为浙江省籍人士。
1967年3月，文化大革命开始后，浙江进入军事管制状态，中国人民解放军浙江省军事管制委员会进驻杭州市，浙江省人民委员会旋即解散。1968年，浙江省革命委员会成立，仍旧实行军事管制。其间共有3位革委会主任。
1979年12月，重新组建浙江省人民政府，省人民政府机关驻杭州市省府路8号一号楼。

## 职权
根据《中华人民共和国地方各级人民代表大会和地方各级人民政府组织法》第七十三条，县级以上的地方各级人民政府行使下列职权：
1. 执行本级人民代表大会及其常务委员会的决议，以及上级国家行政机关的决定和命令，规定行政措施，发布决定和命令；
2. 领导所属各工作部门和下级人民政府的工作；
3. 改变或者撤销所属各工作部门的不适当的命令、指示和下级人民政府的不适当的决定、命令；
4. 依照法律的规定任免、培训、考核和奖惩国家行政机关工作人员；
5. 编制和执行国民经济和社会发展规划纲要、计划和预算，管理本行政区域内的经济、教育、科学、文化、卫生、体育、城乡建设等事业和生态环境保护、自然资源、财政、民政、社会保障、公安、民族事务、司法行政、人口与计划生育等行政工作；
6. 保护社会主义的全民所有的财产和劳动群众集体所有的财产，保护公民私人所有的合法财产，维护社会秩序，保障公民的人身权利、民主权利和其他权利；
7. 履行国有资产管理职责；
8. 保护各种经济组织的合法权益；
9. 铸牢中华民族共同体意识，促进各民族广泛交往交流交融，保障少数民族的合法权利和利益，保障少数民族保持或者改革自己的风俗习惯的自由，帮助本行政区域内的民族自治地方依照宪法和法律实行区域自治，帮助各少数民族发展政治、经济和文化的建设事业；
10. 保障宪法和法律赋予妇女的男女平等、同工同酬和婚姻自由等各项权利；
11. 办理上级国家行政机关交办的其他事项。

## 机构设置
根据《浙江省机构改革方案》，除浙江省人民政府办公厅外，浙江省人民政府设置组成部门23个，直属特设机构1个，直属机构10个，部门管理机构7个。
浙江省人民政府设置下列机构：
- 浙江省人民政府办公厅

### 组成部门
- 浙江省发展和改革委员会
- 浙江省经济和信息化厅
- 浙江省教育厅
- 浙江省科学技术厅
- 浙江省民族宗教事务委员会[註 1]
- 浙江省公安厅
- 浙江省民政厅
- 浙江省司法厅
- 浙江省财政厅
- 浙江省人力资源和社会保障厅
- 浙江省自然资源厅
- 浙江省生态环境厅
- 浙江省住房和城乡建设厅
- 浙江省交通运输厅
- 浙江省水利厅
- 浙江省农业农村厅
- 浙江省商务厅
- 浙江省文化和旅游厅
- 浙江省卫生健康委员会
- 浙江省退役军人事务厅
- 浙江省应急管理厅
- 浙江省审计厅
- 浙江省人民政府外事办公室

（办公厅挂省人民政府参事室牌子；经济和信息化厅挂中小企业局牌子；自然资源厅挂海洋局牌子；农业农村厅挂乡村振兴局牌子；外事办公室挂省人民政府港澳事务办公室牌子。）

### 直属特设机构
- 浙江省人民政府国有资产监督管理委员会

### 直属机构
- 浙江省市场监督管理局
- 浙江省广播电视局
- 浙江省体育局
- 浙江省统计局
- 浙江省粮食和物资储备局
- 浙江省医疗保障局
- 浙江省机关事务管理局
- 浙江省国防动员办公室
- 浙江省人民政府研究室

（市场监督管理局挂知识产权局牌子；国防动员办公室挂人民防空办公室牌子。）

### 部门管理机构
- 浙江省大数据发展管理局，由省发展改革委管理。
- 浙江省能源局，由省发展改革委管理。
- 浙江省监狱管理局，由省司法厅管理。
- 浙江省综合行政执法指导办公室，由省司法厅管理。
- 浙江省林业局，由省自然资源厅管理。
- 浙江省文物局，由省文化和旅游厅管理。
- 浙江省药品监督管理局，由省市场监管局管理。

### 直属事业单位
- 浙江省海洋港口发展委员会
- 浙江省人民政府咨询委员会
- 浙江省发展规划研究院
- 浙江省海洋开发研究院
- 浙江省农业科学院
- 浙江清华长三角研究院
- 浙江省社会科学院
- 之江实验室
- 浙江省地方志办公室
- 浙江广播电视集团
- 浙江省机械设备成套局
- 浙江省地质勘查局
- 浙江省有色金属地质勘查局
- 浙江省供销合作社联合社
- 中国丝绸博物馆

### 派出机构
- 长三角生态绿色一体化发展示范区执行委员会（沪苏浙共管）
- 浙江舟山群岛新区管理委员会
- 钱江源国家公园管理局（正处级）
- 浙江省人民政府驻北京办事处
- 浙江省人民政府驻上海办事处

（长三角生态绿色一体化发展示范区执行委员会由上海市人民政府、江苏省人民政府、浙江省人民政府共同管理，行使省级项目管理权限。浙江舟山群岛新区管理委员会与中共浙江舟山群岛新区工作委员会合署办公。）

### 直接履行出资人职责企业
- 浙江出版联合集团有限公司
- 浙江东联集团有限责任公司
- 浙江黄龙体育发展有限公司

(以上企业不列入省国资委监管序列，由省政府直接管理。)

## 历任领导

### 浙江省长
浙江省人民政府主席
- 谭震林（1949年7月－1952年11月）
- 谭启龙（1952年11月－1955年1月）

浙江省人民委员会省长
- 沙文汉（1955年1月－1957年12月）
- 霍士廉（1957年12月－1958年1月，代省长）
- 周建人（1958年1月－1967年1月，民进会员）

中国人民解放军浙江省军事管制委员会主任
- 龙潜（1967年1月－1967年8月）
- 南萍（1967年8月－1968年3月）

浙江省革命委员会主任
- 南萍（1968年3月－1972年4月）
- 谭启龙（1973年5月－1977年2月）
- 铁瑛（1977年2月－1979年12月）

浙江省人民政府省长
- 李丰平（1979年12月－1983年4月）
- 薛驹（1983年4月－1987年9月）
- 沈祖伦（1987年9月－1990年11月）
- 葛洪升（1990年11月－1993年1月）
- 万学远（1993年1月－1997年4月）
- 柴松岳（1997年4月－2002年10月）
- 习近平（2002年10月－2003年1月）
- 吕祖善（2003年1月－2011年8月）
- 夏宝龙（2011年8月－2012年12月）
- 李强（2012年12月－2016年7月）
- 车俊（2016年7月－2017年4月）
- 袁家军（2017年4月－2020年9月）
- 郑栅洁（2020年9月－2021年9月）
- 王浩（2021年9月－2024年12月）
- 刘捷（2024年12月 - ）

### 常务副省长
……
- 陈敏尔（2007年6月－2012年1月）
- 龚正（2012年6月－2013年9月）
- 蔡奇（2013年11月－2014年3月）
- 袁家军（2014年8月－2016年11月）
- 冯飞（2017年5月－2020年12月）
- 陈金彪（2021年3月－2022年7月）
- 徐文光（2022年7月至今）

### 副省长
……
- 朱从玖（2012年5月－2022年7月）
- 王双全（2018年1月－2021年5月）
- 高兴夫（2016年8月－2023年1月）
- 成岳冲（2017年1月－2023年1月）
- 王文序（2018年1月－2023年12月）
- 彭佳学（2018年1月－2021年1月）
- 陈奕君（2019年9月－2021年5月）
- 刘小涛（2020年4月－2021年9月）
- 卢山（2021年3月至今）
- 王成国（2021年7月－2023年3月）
- 刘忻（2022年11月－2023年1月）
- 张雁云（2022年11月至今）
- 张家胜（2023年1月－2023年5月）
- 胡伟（2023年1月至今）
- 李岩益（2023年1月至今）
- 杨青玖（2023年5月至今）
- 柯吉欣（2023年7月至今）
- 张振丰（2024年5月至今）

### 秘书长
……
- 陈新（2018年3月－2022年1月）
- 暨军民（2022年1月－2023年3月）
- 徐大可（2023年3月至今）